# جهنم سفید
جهنم سفید فیلمی به کارگردانی ساموئل خاچیکیان و نویسندگی میشا محصول سال ۱۳۴۷ است.

## خلاصه داستان
دختری به وسیلهٔ تبهکاران ربوده می‌شود و جوانی اتفاقاً از این آدم‌ربایی آگاه شده به تعقیب تبهکاران پرداخته و پس از درگیری‌های متعدد سرانجام دختر را آزاد کرده و تبهکاران را گرفتار قانون می‌کند..

## بازیگران
- امامعلی حبیبی
- نیلوفر
- داریوش طلایی
- فرنگیس
- ناهید
- حسین ملاقاسمی
- رستم‌خانی
- ناظری
- هایک
- اینگرید
- مینا
- موسوی
- حسین پور
- جمشید هاشم‌پور